# Atlas of Peculiar Galaxies

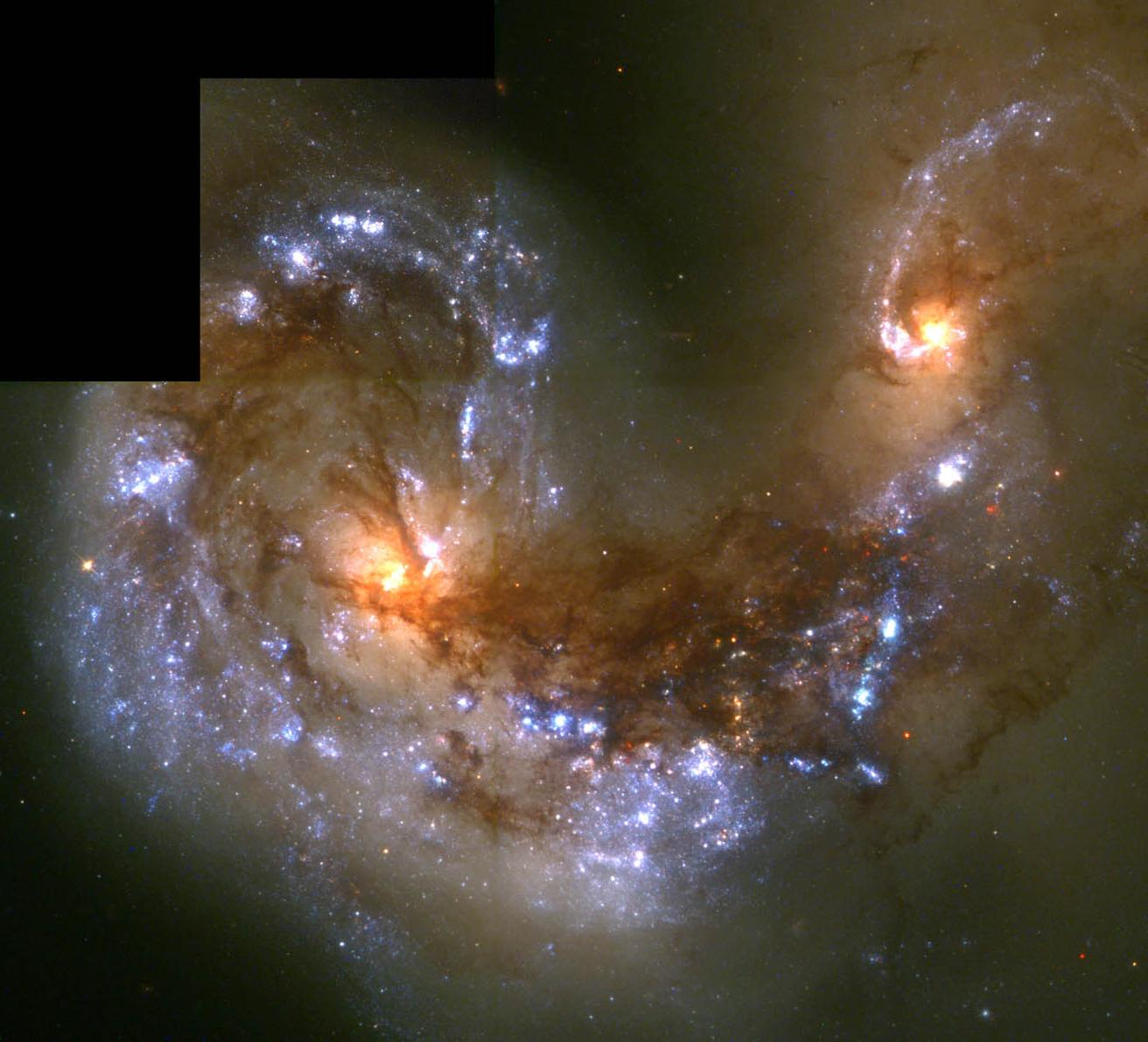
Les Galàxies Antennae (Arp 244)

L'Atles de galàxies peculiars és un catàleg astronòmic de galàxies peculiars elaborat per Halton Arp. Hi estan representades un total de 338 galàxies. Va ser publicat el 1966 pel California Institute of Technology.
El principal objectiu del catàleg era presentar fotografies com a exemple de diferents tipus d'estructures peculiars trobades en galàxies properes. Arp es va adonar que no estava del tot clara la raó per la qual les galàxies tenien formes espirals o el·líptiques. Ell va percebre les galàxies peculiars com a petits "experiments" que els astrònoms podien utilitzar per esbrinar els processos físics que distorsionaven les galàxies fent-les espirals o el·líptiques. Amb aquest catàleg, els astrònoms podrien comptar amb un mostrari de galàxies peculiars que podrien estudiar amb més detall. L'atles no presenta un visió completa de cada galàxia peculiar del cel sinó que mostra exemples dels diferents fenòmens observats en galàxies veïnes.
Com que en l'època en què va aparèixer el catàleg no es coneixien prou bé els processos que causaven les diferents formes, les galàxies de l'atles estan classificades segons la seva aparença. Els objectes de l'1 al 102 són galàxies espirals peculiars o galàxies espirals que aparentment tenen petites companyes. Els objectes del 102 al 145 són galàxies el·líptiques o semblants. Els objectes del 146 al 268 són galàxies individuals o grups de galàxies que no tenen ni forma espiral ni el·líptica. Els objectes del 269 al 327 són galàxies dobles. Finalment, els objectes que no estaven en cap de les categories anteriors els va classificar del 332 al 338. La majoria dels objectes són més coneguts per altres designacions, encara que algunes es coneixen per la classificació d'Arp (exemple:Arp 220).
Actualment, els processos físics que condueixen a les particularitats observades per Arp són ben coneguts. Un gran nombre dels objectes són galàxies en interacció, incloent-hi M51 (Arp 85), Arp 220, i Les galàxies de les Antenes (NGC 4038/NGC 4039, or Arp 244). Algunes són galàxies simples galàxies nanes que no tenen prou massa com a produir prou gravetat per permetre la formació d'una estructura de galàxies més cohesionada. NGC 1569 (Arp 210) és un exemple d'una d'aquestes galàxies nanes de l'atles. Algunes altres són radiogalàxies. Aquests objectes contenen nuclis galàctics actius que produeixen fortes efusions de gas anomenats ràdio jets. L'atles inclou les radiogalàxies properes M87 (Arp 152) Centaurus A (Arp 153).

## Galàxies Arp remarcables
| Nombre Arp | Nom                        | Magnitud              | Notes                                       |
| ---------- | -------------------------- | --------------------- | ------------------------------------------- |
| 26         | Galàxia del Molinet (M101) | +7.5                  | galàxia espiral                             |
| 37         | Messier 77                 | +8.9                  | radiogalàxia                                |
| 41         | Galàxia espiral NGC 1232   | +9.8                  | galàxia espiral                             |
| 55         | FUDGE                      | galàxies en col·lisió |                                             |
| 76         | Messier 90                 | +9.5                  | galàxia espiral                             |
| 77         | NGC 1097                   | +9.5                  | galàxia interaccionant amb el seu satèl·lit |
| 85         | Galàxia del Remolí (M51)   | +8.4                  | galàxia interaccionant amb el seu satèl·lit |
| 116        | Messier 60                 | +8.8                  | galàxies en col·lisió                       |
| 152        | Virgo A (M87)              | +8.6                  | galàxia el·líptica                          |
| 153        | Centaurus A (NGC 5128)     | +6.6                  | radiogalàxia en col·lisió?                  |
| 188        | galàxia del Capgròs        | +14.4                 | galàxia acabant la fusió                    |
| 242        | Galàxies dels Ratolins     | +14.7                 | galàxies en col·lisió                       |
| 244        | Galàxies de les antenes    | +10.3                 | galàxies en col·lisió                       |
| 317        | Messier 65                 | +9.2                  | galàxia espiral                             |
| 319        | NGC 7320                   | +15                   | galàxia en grup de col·lisió                |
| 337        | Galàxia del Cigar (M82)    | +8.6                  | galàxa esclat de colors                     |

## Llista de galàxies del catàleg

### Galàxies espirals

#### Galàxies de superfície poc brillant

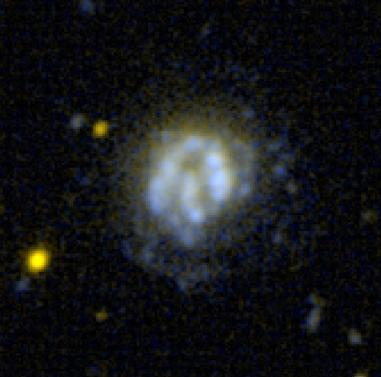
imatge enUltraviolat de NGC 2537 (Arp 6) fera per GALEX

Aquestes són majoriatàriament galàxies nanaes o amb espirals poc definides (amb designació Sm) que tenen poca lluentor superficial (emeten poca llum per unitat d'àrea). Les galàxies de superfície poc brillant són, de fet, bastant comunes: L'excepció és NGC 2857 (Arp 1), una galàxia espiral Sc (que vol dir que té una espiral definida amb un braç espiral poc enrotllat i un nucli feble però ben definit).
| Nombre d'Arp | Nom comú  | Notes              |
| ------------ | --------- | ------------------ |
| 1            | NGC 2857  | galàxia espiral Sc |
| 2            | UGC 10310 |                    |
| 3            | Arp 3     |                    |
| 4            | Arp 4     |                    |
| 5            | NGC 3664  |                    |
| 6            | NGC 2537  |                    |

#### Galàxies amb braços divitits
Aquesta categoria conté galàxies espirals amb braços dividits en dues parts separades.
| Nombre d'Arp | Nom comú | Notes                      |
| ------------ | -------- | -------------------------- |
| 7            | Arp 7    |                            |
| 8            | NGC 497  |                            |
| 9            | NGC 2523 |                            |
| 10           | UGC 1775 | Conté un nucli descentrat. |
| 11           | UGC 717  |                            |
| 12           | NGC 2608 |                            |

#### Galàxies amb segments separats

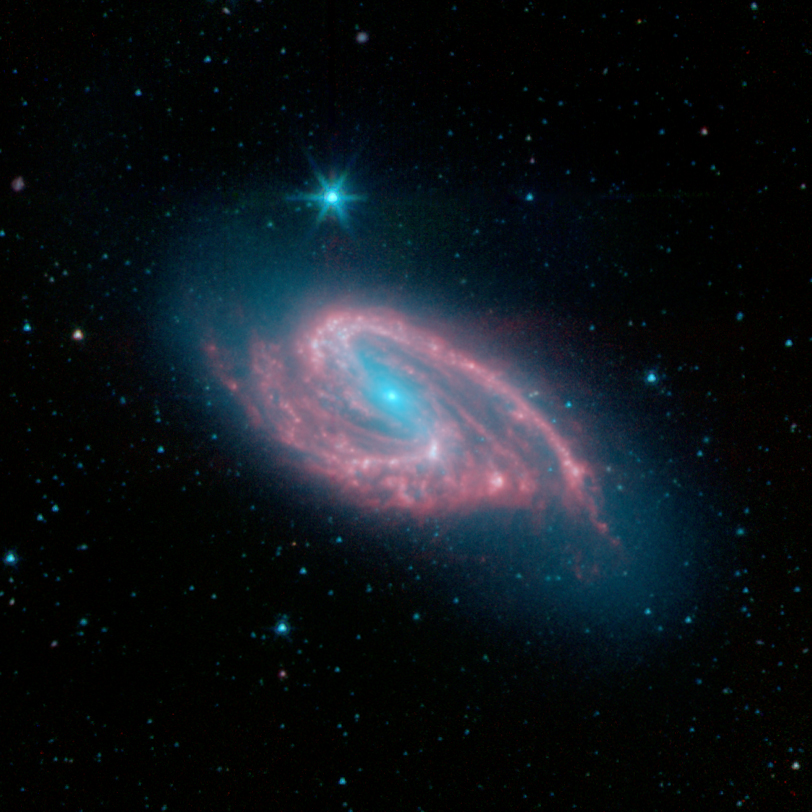
M66, imatge en infraroig del telescopi espacial Spitzer

Aquesta categoria conté galàxies espirals amb braços que semblen estar segmentats. Alguns segments dels braços en espiral poden semblar separats a causa vies de pols en els braços que enfosqueixen la llum. Altres braços espirals poden semblar segmentats deguta a la presència de cúmuls d'estrelles brillants (o cadenes discontínues de cúmuls d'estrelles brillants) als braços espirals.
| Nombre d'Arp | Nom comú | Notes |
| ------------ | -------- | ----- |
| 13           | NGC 7448 |       |
| 14           | NGC 7314 |       |
| 15           | NGC 7393 |       |
| 16           | M66      |       |
| 17           | UGC 3972 |       |
| 18           | NGC 4088 |       |

#### Galàxies espirals amb tres braços
Normalment, la majoria de les galàxies tenen dos braços clarament definits, o contenen només estructures confuses de filaments en espiral. Les galàxies amb tres braços ben definits són rares.
| Nombre d'Arp | Nom comú | Notes |
| ------------ | -------- | ----- |
| 19           | NGC 145  |       |
| 20           | UGC 3014 |       |
| 21           | Arp 21   |       |

#### Galàxies espirals d'un braç

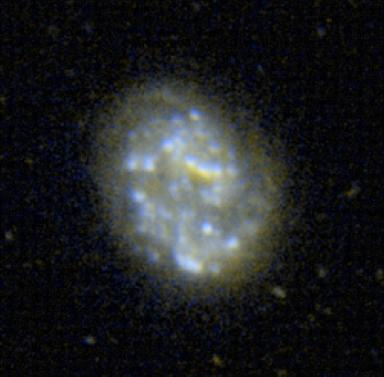
imatge en Ultraviolat de NGC 4618, presa per GALEX

Les galàxies d'un sol brac són rares. En aquest cas, l'únic braç pot estar format per la interacció gravitacional amb una altra galàxia.
| Nombre d'Arp | Nom comú | Notes                       |
| ------------ | -------- | --------------------------- |
| 22           | NGC 4027 |                             |
| 23           | NGC 4618 | Interaccionant amb NGC 4625 |
| 24           | NGC 3445 |                             |

#### Galàxies espirals amb un braç molt definit
Els braços espirals d'aquestes galàxies tenen una aparença asimètrica. Un braç espiral pot semblar considerablement més brillant que l'altre. En les fotografies d'Arp, el braç brillant semblaria fosc o "pesant". Mentre la majoria d'aquestes galàxies (com M101 i NGC 6946) són simplement galàxies espirals asimètriques, NGC 6365 és un parell de galàxies en interacció on una de les galàxies la veiem horitzontal i sembla estar en el braç espiral de la galàxia que veiem frontalment.
| Nombre d'Arp | Nom comú | Notes                                                                               |
| ------------ | -------- | ----------------------------------------------------------------------------------- |
| 25           | NGC 2276 |                                                                                     |
| 26           | M101     | Galàxia espiral vista frontalment amb cinc galàxies companyes                       |
| 27           | NGC 3631 |                                                                                     |
| 28           | NGC 7678 |                                                                                     |
| 29           | NGC 6946 |                                                                                     |
| 30           | NGC 6365 | Parell de galàxies interaccionant, amb una d'elles vista de cantó (horitzontalment) |

#### Galàxies espirals amb signe d'integral
Aquestes galàxies que semblen com S molt allargades (el signe de la integral {\displaystyle \int } que s'usa al càlcul). Alguns objectes, com IC 167, són simplement galàxies ordinàries vistes des d'un angle poc ususal. Altres objectes, com UGC 10770, són parells de galàxies que interaccionen amb cues de marea que semblen braços en espiral.
| Nombre d'Arp | nom comú  | Notes |
| ------------ | --------- | ----- |
| 31           | IC 167    |       |
| 32           | UGC 10770 |       |
| 33           | UGC 8613  |       |
| 34           | NGC 4615  |       |
| 35           | UGC 212   |       |
| 36           | UGC 8548  |       |

#### Galàxies espirals amb companyes de baixa lluentor superficial
Moltes d'aquestes galàxies estan probablement interaccionant amb les galàxies de baixa lluentor superficial en el camp visual. En alguns casos, això no obstant, pot ser difícil de determinar si la companya està físicament propera a la galàxia espiral o si la companya és una font en primer pla o segon pla o una font als extrems de la galàxia espiral.
| Nombre d'Arp | Nom comú  | Notes          |
| ------------ | --------- | -------------- |
| 37           | M77       |                |
| 38           | NGC 6412  |                |
| 39           | NGC 1347  |                |
| 40           | IC 4271   |                |
| 41           | NGC 1232  |                |
| 42           | NGC 5829  |                |
| 43           | IC 607    |                |
| 44           | IC 609    |                |
| 45           | Arp 45    | Galàxia Triple |
| 46           | UGC 12665 |                |
| 47           | Arp 47    |                |
| 48           | Arp 48    |                |

#### Galàxies espirals amb petita superfície d'alta lluentor
Moltes d'aquestes galàxies espirals estan probablement interaccionan amb galàxies companyes, encara que algunes de les galàxies companyes identificades poden ser fonts en primer o segon pla o inclús cúmuls d'estrelles brillants dins galàxies individuals.

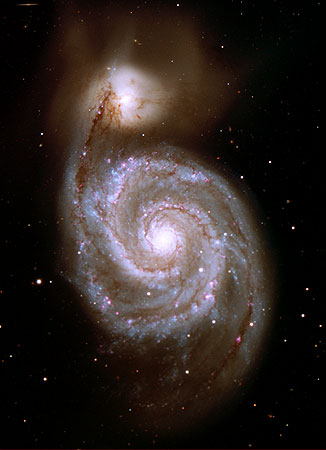
La galàxia del Remolí (M51, Arp 85). Aquests objecte consisteix en una gran galàxia espiral interaccionant amb una galàxia el·líptica. Crèdit Robert Kennicutt, NASA/JPL-Caltech/Univ. d'Arizona/DSS/SST.

| Arp Number | Common Name        | Notes |
| ---------- | ------------------ | ----- |
| 49         | NGC 5665           |       |
| 50         | IC 1520            |       |
| 51         | Arp 51             |       |
| 52         | Arp 52             |       |
| 53         | NGC 3290           |       |
| 54         | Arp 54             |       |
| 55         | UGC 4881           |       |
| 56         | UGC 1432           |       |
| 57         | Arp 57             |       |
| 58         | UGC 4457           |       |
| 59         | NGC 341            |       |
| 60         | Arp 60             |       |
| 61         | UGC 3104           |       |
| 62         | UGC 6865           |       |
| 63         | NGC 2944           |       |
| 64         | UGC 9503           |       |
| 65         | NGC 90             |       |
| 66         | UGC 10396          |       |
| 67         | UGC 892            |       |
| 68         | NGC 7757           |       |
| 69         | NGC 5579           |       |
| 70         | UGC 934            |       |
| 71         | NGC 6045           |       |
| 72         | NGC 5994, NGC 5996 |       |
| 73         | IC 1222            |       |
| 74         | Arp 74             |       |
| 75         | NGC 702            |       |
| 76         | M90                |       |
| 77         | NGC 1097           |       |
| 78         | NGC 772            |       |

#### Galàxies espirals amb gran superfície d'alta lluentor
Les galàxies d'aquesta categoria són quasi sempre fonts d'interacció. La més famosa és la galàxia del Remolí (M51; Arp 85), que està composta d'una galàxia espiral NGC 5194 que interacciona amb una petita galàxia el·líptica NGC 5195. La interacció ha distorsionat la forma de les dues galàxies; l'estructura del braç en espiral ha estat ampliada en al galàxia espiral més gran, i un pont d'estrelles i gas s'ha format entre les dues galàxies. Moltes altres galàxies d'aquesta categoria estan també connectades per ponts.
| Nombre d'Arp | Nom comú                      | Notes |
| ------------ | ----------------------------- | ----- |
| 79           | NGC 5490C                     |       |
| 80           | NGC 2633                      |       |
| 81           | NGC 6621, UGC 11175, NGC 6622 |       |
| 82           | NGC 2535, NGC 2536            |       |
| 83           | NGC 2799, NGC 3800            |       |
| 84           | NGC 5394, NGC 5395            |       |
| 85           | Galàxia del Remolí (M51)      |       |
| 86           | NGC 7752, NGC 7753            |       |
| 87           | NGC 3808A i NGC 3808B         |       |
| 88           | Arp 88                        |       |
| 89           | NGC 2648                      |       |
| 90           | NGC 5929, NGC 5930            |       |
| 91           | NGC 5953, NGC 5954            |       |

#### Galàxies espirals amb companyes el·líptiques
Com a les galàxies espirals amb companyes d'alta lluentor superficial, la manoria de les galàxies espirals són clarament sistemes interaccionant. Cues i ponts de marea són visibles en moltes imatges.
| Nombre d'Arp | Nom comú                     | Notes          |
| ------------ | ---------------------------- | -------------- |
| 92           | NGC7603                      |                |
| 93           | NGC 7284, NGC 7285           |                |
| 94           | NGC 3226, NGC 3227           |                |
| 95           | IC 4461, IC 4462             |                |
| 96           | Arp 96                       |                |
| 97           | UGC 7085A                    |                |
| 98           | Arp 98                       |                |
| 99           | NGC 7547, NGC 7549, NGC 7550 | Galàxia Triple |
| 100          | IC 18, IC 19                 |                |
| 101          | UGC 10164, UGC 10169         |                |

### Galàxies el·líptiques i similars

#### Galàxies el·líptiques connectades a galàxies espirals
Aquests objectes són molt similars a les galàxies espirals amb companyes el·líptiques. Totes les galàxies tenen característiques com cues de marea i ponts de marea que s'han format per interacció gravitacional.
| Nombre d'Arp | Nom cómú           | Notes          |
| ------------ | ------------------ | -------------- |
| 102          | Arp 102            |                |
| 103          | UGC 10586          | Galàxia triple |
| 104          | NGC 5216, NGC 5218 |                |
| 105          | NGC 3561           |                |
| 106          | NGC 4211           |                |
| 107          | UGC 5984           |                |
| 108          | Arp 108            |                |

#### Galàxies el·líptiques repel·lint braços espirals
Basant-nos en les descripcions d'aquests objectes, sembla que Arp al principi pensà que les galàxies el·líptiques expel·lien els braços espirals a les galàxies companyes. No obstant això, els braços espirals de marea semblen, de fet, distorsionats degut a la interacció. Alguns d'aquests braços "repel·lit" es troben al costat oposat de la galàxia espiral des de la situació de la galàxia el·líptica. Simulacions han mostrat que aquestes característiques es poden donar només a través d'interaccions gravitacionals, i no a través de forces de repulsió.
| Nombre d'Arp | Nom comú           | Notes            |
| ------------ | ------------------ | ---------------- |
| 109          | UGC 10053          |                  |
| 110          | Arp 110            |                  |
| 111          | Arp 111            | Grup de galàxies |
| 112          | NGC 7805, NGC 7806 |                  |

#### Galàxies el·líptiques properes i distorsionant galàxies espirals
Aquesta és una altra categoria en què la majoria dels objectes són galàxies en interacció. Com es pot comprovar pel nom de la categoria, les galàxies espirals semblen distorsionades. Arp originàriament les describí algunes de les galàxies el·líptiques com a repel·lidores.
| Nombre d'Arp | Nom comú             | Notes                                                                 |
| ------------ | -------------------- | --------------------------------------------------------------------- |
| 113          | NGC 70               | Part d'un grup de galàxies                                            |
| 114          | NGC 2276, NGC 2300   |                                                                       |
| 115          | UGC 6678             | Galàxia triple                                                        |
| 116          | Messier 60, NGC 4647 |                                                                       |
| 117          | IC 982, IC 983       |                                                                       |
| 118          | NGC 1141, NGC 1142   |                                                                       |
| 119          | Arp 119              |                                                                       |
| 120          | NGC 4435, NGC 4438   |                                                                       |
| 121          | Arp 121              |                                                                       |
| 122          | NGC 6040             |                                                                       |
| 123          | NGC 1888, NGC 1889   |                                                                       |
| 124          | NGC 6361             |                                                                       |
| 125          | UGC 10491            |                                                                       |
| 126          | UGC 1449             |                                                                       |
| 127          | NGC 191              | De fet interaccionant una Galàxia lenticular i una galàxia en espiral |
| 128          | UGC 827              |                                                                       |
| 129          | UGC 5146             |                                                                       |
| 130          | IC 5378              |                                                                       |
| 131          | Arp 131              |                                                                       |
| 132          | Arp 132              |                                                                       |

#### Material que emana d'una galàxia el·líptica
Arp pensà que les galàxies el·líptiques d'aquesta categoria estaven expulsant materials dels seus nuclis. Moltes de les fotografies es podrien interpretar d'aquesta manera. No obstant això, aquests objectes són, de fet, una barreja d'altres fenòmens. Perr exemple, NGC 2914 (Arp 137) és senzillament una galàxia espiral amb febles braços espirals. is merely a spiral, and NGC 4015 (Arp 138) is an interacting pair of galaxies where one galaxy is an edge-on spiral galaxy. Alguns objectes, com NGC 2444 i NGC 2445 (Arp 143), són sistemes que contenen "galàxies anell", que s'han creat quan una galàxia (el·líptica en aquest exemple) passa a través del disc d'una altra. Al passar causa una onada gravitacional en la que el gas cau cap a dins primer i després es propaga en fora per forma una estructura d'anell.
| Nombre d'Arp | Nom comú                     | Notes                             |
| ------------ | ---------------------------- | --------------------------------- |
| 137          | NGC 2914                     | Galàxia espìral amb braços febles |
| 138          | NGC 4015                     | Parell de galàxies interaccionant |
| 139          | Arp 139                      | Parell de galàxies interaccionant |
| 140          | NGC 274, NGC 275             | Parell de galàxies interaccionant |
| 141          | UGC 3730                     | Sistema de galàxies anell         |
| 142          | NGC 2936, NGC 2937, UGC 5130 | Galàxia triple                    |
| 143          | NGC 2444, NGC 2445           | Sistema de galàxies anell         |
| 144          | NGC 7828, NGC 7829           | Sistema de galàxies anell         |
| 145          | UGC 1840                     | Sistema de galàxies anell         |

### Galàxies amorfes
Les galàxies d'aquesta categoria són galàxies sense forma espiral ni el·líptica. Encara que Arp no usa el terme "amorfes" per descriure aquestes galàxies, pot ser la millor manera de descriure-les.
Moltes d'aquestes galàxies són o galàxies en interacció o galàxies que són remanents de la fusió de dues petites galàxies. Els processos d'interacció produiran diferents fets de marea, com cues de marea i ponts de marea, que poden perdurar inclús després de la fusió dels discs i els nuclis. Encara que les cues de marea s'han descrit com a diferents fenòmens visuals ("contracues", "filaments", "girs"), tots ells són manifestacions del mateix fenomen.

#### Galàxies amb anells associats
Aquestes galàxies poden haver-se format quan una galàxia companya passa a través de l'anell de la galàxia. La interacció produiria un efecte onada que dirigiria primer cap al centre i després es propagaria cap enfora en forma d'anell.
| Nombre d'Arp | Nom comú | Notes |
| ------------ | -------- | ----- |
| 146          | Arp 146  |       |
| 147          | IC 298   |       |
| 148          | Arp 148  |       |

#### Galàxies amb jets
Aquestes galàxies semblen estar ejectant material del nucli. Els "jets" semblen aigua rajant d'una mànega. En el cas d'IC 803 (Arp 149) i NGC 7609 (Arp 150), els jets són simplement part de l'estructura amorfa produïda per la interacció de les galàxies. En Arp 151 i Messier 87 (Arp 152), això no obstant, els jets són gas ionitzat que ha estat ejectat del voltant d'un forat negre supermassiu en galàxies d'actiu nucli galàctic. Aquests jets, algunes vegades anomenats jets relativistes or ràdio jets, són poderoses forces de radiació sincrotró, especialment en longitud d'ones de ràdio.
| nombre d'Arp | Nom comú   | Notes                                      |
| ------------ | ---------- | ------------------------------------------ |
| 149          | IC 803     | Galàxies en interacció                     |
| 150          | NGC 7609   | Galàxies en interacció                     |
| 151          | Arp 151    | Galàxia Seyfert (conté una galàxia activa) |
| 152          | Messier 87 | Galàxia Seyfert (conté una galàxia activa) |

#### Galàxies distorsionades amb absorció interior
Les galàxies d'aquesta categoria presenten fosques vies de pols que enfosqueixen part del disc de la galàxia. Totes aquestes galàxies són producte de la fusió de dues galàxies. NGC 520 (Arp 157) és un bon exemple d'una fase intermèdia de fusió, on el disc de les dues galàxies progenitores s'ha fusionat però el seu nucli encara no. Centaurus A (Arp 153) i NGC 1316 (Arp 154) són galàxies el·líptiques amb vies de pols poc usuals; la seva estructura i cinemàtica indiquen que han passat per un procés de fusió recent. NGC 4747 (Arp 159) podria ser només el límit d'una galàxia espiral amb vies de pols significatives.
| Nombre d'Arp | Nom comú    | Notes                                                 |
| ------------ | ----------- | ----------------------------------------------------- |
| 153          | Centaurus A | Notable radiogalàxia; conté una galàxia activa)       |
| 154          | NGC 1316    | Notable radiogalàxia; conté una galàxia activa)       |
| 155          | Arp 155     |                                                       |
| 156          | UGC 5184    |                                                       |
| 157          | NGC 520     | Notable estadi intermedi de fusió                     |
| 158          | NGC 523     |                                                       |
| 159          | NGC 4747    | Galàxia espiral amb fosques vies de pols              |
| 160          | NGC 4194    | També coneguda com a Fusió de la galàxia de la Medusa |

#### Galàxies amb filaments difusos
Els filaments d'aquests objectes poden representar cues de marea de galàxies en interacciói. Moltes de les galàxies són romanents de fusions de dues galàxies espirals que han format una galàxia espiral senzilla. No obstant això, NGC 3414 (Arp 162) sembla una inusual galàxia lenticular amb un disc molt petit en relació al seu tamanyw. NGC 4670 (Arp 163) és una galàxia nana blava compacta amb una extemadament forta activitat de formació estel·lar; és clarament massa petita per a ser el romanent de dues galàxies espirals com els anteriors exemples, encara que pot haver estat en algun tipus d'interacció més petita.
| Nombre d'Arp | Nom comú         | Notes                       |
| ------------ | ---------------- | --------------------------- |
| 161          | UGC 6665         |                             |
| 162          | NGC 3414         | galàxia lenticular          |
| 163          | NGC 4670         | Galàxia nana blava compacta |
| 164          | NGC 455          |                             |
| 165          | NGC 2418         |                             |
| 166          | NGC 750, NGC 751 |                             |

#### Galàxies amb contracues difuses
Tots aquests objectes són galàxies amb interaccions gravitacionals. Aquestes contracues són característiques de marea causades per les interaccions gravitacionals entre dues galàxies, igual que altres característiques similars descrites en el catàleg d'Arp. Messier 32 (Arp 168), una galàxia nana interaccionant amb la galàxia d'Andròmeda, està inclosa en aquesta categoria (encara que la "difusa contracua" és difícil de veure en la fotografia d'Arp).
| Nombre d'Arp | nom comú                      | Notes                                                  |
| ------------ | ----------------------------- | ------------------------------------------------------ |
| 167          | NGC 2672, NGC 2673            |                                                        |
| 168          | Messier 32                    | Galàxia nana interaccionant amb la galàxia d'Andròmeda |
| 169          | NGC 7236, NGC 7237, NGC 7237C | Galàxia triple                                         |
| 170          | NGC 7578                      |                                                        |
| 171          | NGC 5718, IC 1042             |                                                        |
| 172          | IC 1178, IC 1181              |                                                        |

#### Galàxies amb estretes contracues
Aquesta és una altra categoria que conté galàxies amb cues de marea produïdes per interaccions gravitacionals. Aquestes cues de marea són més estretes i millor definides que les cues de marea dels objectes 167-172.

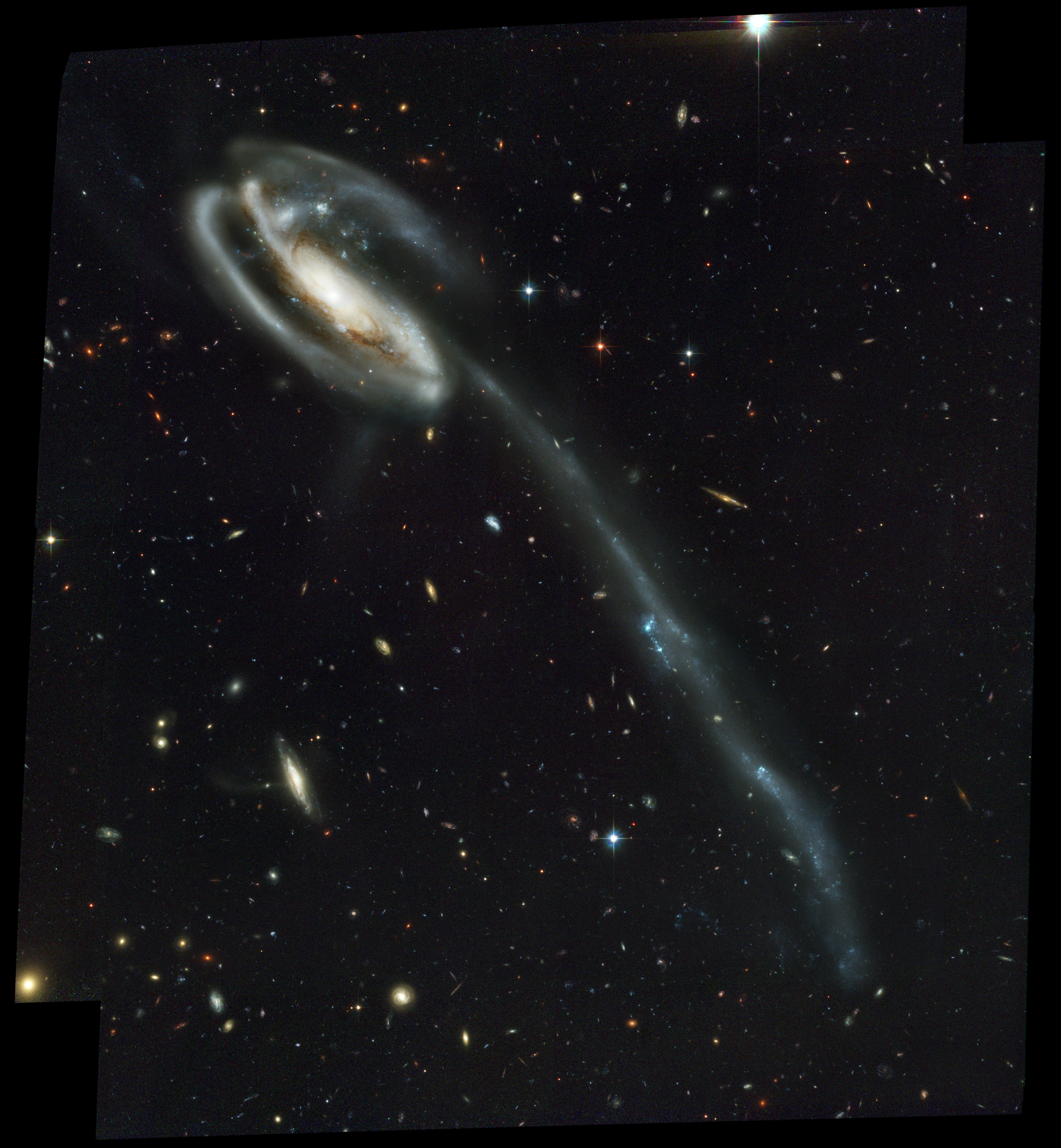
La galàxia del Capgròs (UGC 10214; Arp 188). L' "estret filament", que sembla una característica de marea causat per una interacció gravitacional, es veu com s'estén a través de la imatge. Crèdit: ACS Science & Engineering Team, NASA

| Nombre d'Arp | Nom comú                     | Notes          |
| ------------ | ---------------------------- | -------------- |
| 173          | UGC 9561                     |                |
| 174          | NGC 3068                     |                |
| 175          | IC 3481, IC 3481A, IC 3483   | Galàxia triple |
| 176          | NGC 4933                     | Galàxia triple |
| 177          | Arp 177                      |                |
| 178          | NGC 5613, NGC 5614, NGC 5615 | Galàxia triple |

#### Galàxies amb filaments estrets
Aquesta categoria conté una barreja de diferents tipus d'objectes. De la mateixa manera que les galàxies amb filaments difusos o galàxies amb contracues, algunes de les galàxies d'aquesta categoria tenen interaccions, i els filaments són producte de la marea creada per les interaccions. Altres fonts, això no obstant, són senzillament galàxies espirals individuals amb braços espirals tènues i que Arp descriu com a "filaments".
| Nombre d'Arp | Nom comú            | Notes                                 |
| ------------ | ------------------- | ------------------------------------- |
| 179          | Arp 179             |                                       |
| 180          | Arp 180             | Parell de galàxies interaccionant     |
| 181          | NGC 3212, NGC 3215  | Parell de galàxies interaccionant     |
| 182          | NGC 7674, NGC 7674A | Parell de galàxies interaccionant     |
| 183          | UGC 8560            | Galàxia espiral                       |
| 184          | NGC 1961            | Galàxia espiral                       |
| 185          | NGC 6217            | Galàxia espiral                       |
| 186          | NGC 1614            | Galàxia espiral amb interacció recent |
| 187          | Arp 187             |                                       |
| 188          | Galàxia del Capgròs | Galàxia amb interacció recent.        |
| 189          | NGC 4651            |                                       |
| 190          | UGC 2320            | Parell de galàxies interaccionant     |
| 191          | UGC 6175            | Interacting galaxy pair               |
| 192          | NGC 3303            | Parell de galàxies interaccionant     |
| 193          | IC 883              | Romanent de fusió                     |

#### Galaxies amb material ejectat del nucli
Les ejeccions en la majoria dels casos són aparentment producte de marees creades per la interacció gravitacional. En alguns casos (com en NGC 5544 i NGC 5545 a Arp 199), L'"ejecció" és clarament una galàxia espiral vista de perfil que s'alinea amb el nucli d'una altra galàxia.
Quasi tots els objectes d'aquesta categoria tenen interacció o han començat una interacció recentment.. NGC 3712 (Arp 203) és una excepció; és simplement una galàxia espiral amb baixa lluentor superficial.
| Nombre d'Arp | Nom comú            | Notes                                                                        |
| ------------ | ------------------- | ---------------------------------------------------------------------------- |
| 194          | UGC 6945            | Parell de galàxies interaccionant                                            |
| 195          | UGC 4653            | Galàxia triple interaccionant                                                |
| 196          | Arp 196             | Parell de galàxies interaccionant                                            |
| 197          | UGC 6503, IC 701    | Parell de galàxies interaccionant                                            |
| 198          | UGC 6073            | Parell de galàxies interaccionant                                            |
| 199          | NGC 5544, NGC 5545  | Parell de galàxies interaccionant                                            |
| 200          | NGC 1134            | Galàxia espiral interaccionant amb una galàxia de baixa lluentor superficial |
| 201          | UGC 224             | Parell de galàxies interaccionant                                            |
| 202          | NGC 2719, NGC 2719A | Parell de galàxies interaccionant                                            |
| 203          | NGC 3712            | Galàxia espiral amb baixa lluentor superficial                               |
| 204          | UGC 8454            | Parell de galàxies interaccionant                                            |
| 205          | NGC 3448            | Romanent de fusió                                                            |
| 206          | UGC 5983, NGC 3432  | Parell de galàxies interaccionant                                            |
| 207          | UGC 5050            | Galàxia espiral interaccionant amb galàxia nana                              |
| 208          | Arp 208             | Parell de galàxies interaccionant                                            |

#### Galàxies amb irregularitats, absorció, i resolució
Les galàxies d'aquesta categoria tenen estructures irregulars (irregularitats), vies de pols notables (absorció), o una aparença granulada (resolució). Aquesta categoria conté una barreja de galàxies en interacció distorsionades per interaccions de marea, galàxies irregulars nanes properes, i galàxies espirals amb inusuals quantitats de gas.
| Nombre d'Arp | Nom comú | Notes                             |
| ------------ | -------- | --------------------------------- |
| 209          | NGC 6052 | Parell de galàxies interaccionant |
| 210          | NGC 1569 | Galàxia nana                      |
| 211          | UGCA 290 | Galàxies nanes interaccionant     |
| 212          | NGC 7625 | Galàxia espiral peculiar          |
| 213          | IC 356   | Galàxia espiral peculiar          |
| 214          | NGC 3718 | Galàxia espiral peculiar          |

#### Galàxies amb bucles adjacents (loops)
Aquests bucles adjacents són una altra manifestació de les estructures formades per les interaccions gravitacionals entre galàxies. Algunes d'aquestes fonts consisteixen en galàxies que han quasi completat el seu procés de fusió; el "bucles adjacents" són senzillament els romanents de la interacció. Entre els objectes d'aquesta categoria està Arp 220, una de les galàxies lluminoses infraroges millor estudiades del cel.
| Nombre d'Arp | Nom comú           | Notes                                                                  |
| ------------ | ------------------ | ---------------------------------------------------------------------- |
| 215          | NGC 2782           | Galàxia espiral peculiar                                               |
| 216          | NGC 7679, NGC 7682 | Parell de galàxies interaccionant                                      |
| 217          | NGC 3310           | Regió amb remarcable activitat de formació estel·lar romanent de fusió |
| 218          | Arp 218            | Parell de galàxies interaccionant                                      |
| 219          | UGC 2812           | Galàxia en interacció                                                  |
| 220          | Arp 220            | Romanent de fusió; Galàxia lluminosa infraroja                         |

#### Galàxies amb braços espirals amorfs
Moltes d'aquestes galàxies són romanents de fusió. Els "braços espirals amorfs" són les deixalles de marea que romanen després de la col·lisió.
| Nombre d'Arp | Nom comú                               | Notes                          |
| ------------ | -------------------------------------- | ------------------------------ |
| 221          | Arp 221                                | Galàxia triple interaccionant  |
| 222          | NGC 7727                               | Romanent de fusió              |
| 223          | NGC 7585                               | Fusió recent de massa desigual |
| 224          | NGC 3921                               | Romanent de fusió              |
| 225          | NGC 2655                               | Fusió recent de massa desigual |
| 226          | Els Atoms de la Galàxia Pau (NGC 7252) | Romanent de fusió              |

#### Galàxies amb anells concèntrics
Aquestes són galàxies amb estructures semblants a closques. Algunes d'aquestes closques han estat identificades com a producte de fusions recents. En altres casos, això no obstant, la closca representaria el disc exterior d'una galàxia lenticular. En alguns casos complicats, la galàxia amb anells o closca és una galàxia lenticular interaccionant amb una altra galàxia; els orígens de les closques en aquests sistemes pot ser difícil de determinar.

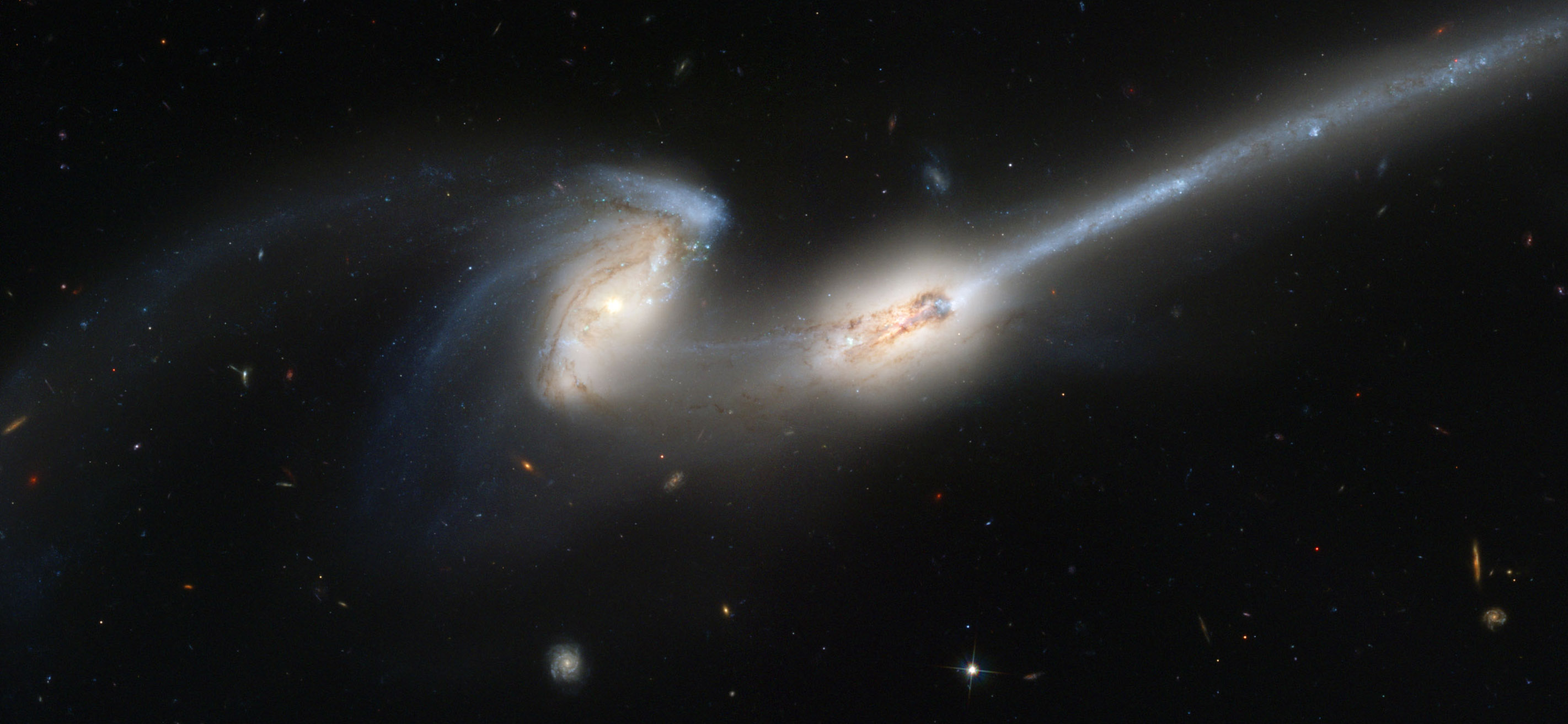
Les Galàxies dels Ratolins (NGC 4676; Arp 242). Aquestes dues galàxies tenen cues de marea formades a conseqüència de la interacció gravitacional de les galàxies. Les galàxies estan també connectades per un pot de marea, una altra característica de la interacció gravitacional. Credit: NASA

| Nombre d'Arp | Nom comú         | Notes                                                                           |
| ------------ | ---------------- | ------------------------------------------------------------------------------- |
| 227          | NGC 470, NGC 474 | Parell de galàxies interaccionant amb galàxia lenticular                        |
| 228          | IC 162           | galàxia lenticular                                                              |
| 229          | NGC 507, NGC 508 | parell de galàxies que inclouen una galàxia lenticular i una galàxia el·líptica |
| 230          | IC 51            | Galàxia lenticular peculiar; possible romanent de fusió.                        |
| 231          | IC 1575          |                                                                                 |
| 232          | NGC 2911         | galàxia lenticular peculiar                                                     |

#### Galàxies amb aparença de fissió
Encara que la descripció dels objectes d'aquesta categoria implica que les galàxies s'estan separant, la majoria d'aquestes galàxies s'estan fusionant. Molts dels objectes tenen cues de marea pronunciades que s'han format a conseqüència de la interacció. La majoria dels objectes estan en les primeres fases del procés de fusió, on les galàxies encara semblen tenir diferents nuclis i diferents discs (encara que distorsionats). En aquesta categoria podem trobar les galàxies de les Antenes (NGC 4038 i NGC 4039, Arp 244) i les galàxies dels Ratolins (NGC 4676, Arp 242).
No obstant això, not tots els objectes són galàxies en interacció. Alguns són simplement galàxies nanes properes amb estructures irregulars.
| Nombre d'Arp | Nom comú                                     | Notes                             |
| ------------ | -------------------------------------------- | --------------------------------- |
| 233          | UGC 5720                                     | Galàxia nana                      |
| 234          | NGC 3738                                     | Galàxia nana                      |
| 235          | NGC 14                                       | Galàxia nana                      |
| 236          | IC 1623                                      | Parell de galàxies interaccionant |
| 237          | UGC 5044                                     | Parell de galàxies interaccionant |
| 238          | UGC 8355                                     | Parell de galàxies interaccionant |
| 239          | NGC 5278, NGC 5279                           | Parell de galàxies interaccionant |
| 240          | NGC 5257, NGC 5258                           | Parell de galàxies interaccionant |
| 241          | UGC 9425                                     | Parell de galàxies interaccionant |
| 242          | Mice Galaxies (NGC 4676)                     | Parell de galàxies interaccionant |
| 243          | NGC 2623                                     | Trio de galàxies interaccionant   |
| 244          | Galàxies de les Antenes (NGC 4038, NGC 4039) | Interacting galaxy pair           |
| 245          | NGC 2992, NGC 2993                           | Parell de galàxies interaccionant |
| 246          | NGC 7837, NGC 7838                           | Parell de galàxies interaccionant |
| 247          | UGC 4383                                     | Parell de galàxies interaccionant |
| 248          | Arp 248                                      | Trio de galàxies interaccionant   |
| 249          | UGC 12891                                    | Parell de galàxies interaccionant |
| 250          | Arp 250                                      |                                   |
| 251          | Arp 251                                      | Trio de galàxies interaccionant   |
| 252          | Arp 252                                      | Parell de galàxies interaccionant |
| 253          | UGCA 173, UGCA 174                           | Parell de galàxies interaccionant |
| 254          | NGC 5917                                     | Galàxia espiral peculiar          |
| 255          | UGC 5304                                     | Parell de galàxies interaccionant |
| 256          | Arp 256                                      | Parell de galàxies interaccionant |

#### Galàxies amb grups irregulars
Aquests objectes semblen una sèrie de grups irregulars sense una estructura coherent. Molts d'aquests objectes són simplement galàxies nanes properes. Alguns d'aquests objectes són galàxies en interacció, mentre altres són petits grups de galàxies. En tots els casos, bona part de les galàxies constituents són galàxies irregulars. La superposició de dos o més d'aquestes galàxies pot fàcilment semblar una única gran galàxia irregular, el que fa que l'Atlas of Peculiar Galaxies (i d'altres catàlegs) sovint classifiquen aquests parells i grups com a objectes senzills.
| Nombre d'Arp | Nom comú    | Notes                             |
| ------------ | ----------- | --------------------------------- |
| 257          | UGC 4836    | Parell de galàxies interaccionant |
| 258          | UGC 2140    | Grup de galàxies                  |
| 259          | NGC 1741    | Grup de galàxies                  |
| 260          | UGC 7230    | Parell de galàxies interaccionant |
| 261          | Arp 261     | Grup de galàxies                  |
| 262          | Arp 262     | Parell de galàxies interaccionant |
| 263          | NGC 3239    | Galàxia nana                      |
| 264          | NGC 3104    | Galàxia nana                      |
| 265          | IC 3862     | Parell de galàxies interaccionant |
| 266          | NGC 4861    | Galàxia nana                      |
| 267          | UGC 5746    | Galàxia nana                      |
| 268          | Holmberg II | Galàxia nana                      |

### Galàxies dobles i múltiples
Arp originalment es va referir a aquestes galàxies com a "galàxies dobles", però moltes d'aquestes fonts són més de dues galàxies. Alguns dels objectes són galàxies en interacció, on totes les fonts són de fet grups de galàxies. La diferència rau en el fet que les galàxies en interacció es troben distorsionades, mentre que en els grups simplement estan unides gravitacionalment unes a les altres però no necessàriament prou properes com per a induir grans canvis estructurals.

#### Galàxies amb braços connectats
Totes aquestes galàxies són parells de galàxies interaccionant excepte NGC 5679 (Arp 274), que podria ser una galàxia triple interaccionant.
Els braços connectats són ponts de marea que es formen entre galàxies en interacció. Aquests ponts es formen al principi de la interacció galàctica. T
| Nombre d'Arp | Nom comú           | Notes                             |
| ------------ | ------------------ | --------------------------------- |
| 269          | NGC 4485, NGC 4490 | Parell de galàxies interaccionant |
| 270          | NGC 3395, NGC 3396 | Parell de galàxies interaccionant |
| 271          | NGC 5426, NGC 5427 | Parell de galàxies interaccionant |
| 272          | UGC 10186          | Parell de galàxies interaccionant |
| 273          | UGC 1810, UGC 1813 | Parell de galàxies interaccionant |
| 274          | NGC 5679           | Trio de galàxies interaccionant   |

#### Galàxies en interacció
Són galàxies en interacció. A diferència de molts dels objectes llistats a la secció "galàxies amorfes" les Galàxies en interacció que comprenen aquests objectes són encara distingibles els uns dels altres.
| Nombre d'Arp | nom comú            | Notes                             |
| ------------ | ------------------- | --------------------------------- |
| 275          | NGC 2881            | Parell de galàxies interaccionant |
| 276          | NGC 935, IC 1801    | Parell de galàxies interaccionant |
| 277          | NGC 4809, NGC 4810  | Parell de galàxies interaccionant |
| 278          | NGC 7253            | Parell de galàxies interaccionant |
| 279          | NGC 1253, NGC 1253A | Parell de galàxies interaccionant |
| 280          | NGC 3769, NGC 3769A | Parell de galàxies interaccionant |

#### Galaxies amb esfondrament i atracció
Aquesta categoria conté una barreja d'objectes. Dos dels objectes són discos de galàxies vistos de costat amb petites galàxies companyes properes. Dos objectes estan connectats per ponts de marea. I els dos últims podrien ser tan sols objectes interaccionant a llarga distància.
| Nombre d'Arp | Nom comú                     | Notes                                                    |
| ------------ | ---------------------------- | -------------------------------------------------------- |
| 281          | NGC 4627, NGC 4631           | Galàxia espiral amb una galàxia el·líptica nana companya |
| 282          | NGC 169, NGC 169A            | Galàxia espiral amb una galàxia companya més petita      |
| 283          | NGC 2798, NGC 2799           | Parell de galàxies interaccionant                        |
| 284          | NGC 7714, NGC 7715           | Parell de galàxies interaccionant                        |
| 285          | NGC 2854, NGC 2856           | Parell de galàxies                                       |
| 286          | NGC 5560, NGC 5566, NGC 5569 | Trio de galàxies interaccionant                          |

#### Galàxies amb efectes de vent
Encara que estan incloses a la categoria de galàxies dobles, molts d'aquests objectes són galàxies individuals. Els "efectes de vent" es refereix a l'aparença, no al fet d'haver-se detectat gas a gran velocitat (com el trobat a M82). En alguns casos l'aparença pot ser deguda a la interacció. En altres casos, particularment a NGC 3981 (Arp 289), la feble i estesa emissió pot estar relacionada amb la natura intrínseca de la mateixa galàxia i no a interaccions amb altres objectes.
| Nombre d'Arp | Nom comú            | Notes                             |
| ------------ | ------------------- | --------------------------------- |
| 287          | NGC 2735, NGC 2735A | Parell de galàxies                |
| 288          | NGC 5221, NGC 5222  | Galàxia triple                    |
| 289          | NGC 3981            | Galàxia espiral peculiar          |
| 290          | IC 195, IC 196      | Parell de galàxies interaccionant |
| 291          | UGC 5832            | Galàxia irregular                 |
| 292          | IC 575              | Galàxia espiral peculiar          |
| 293          | NGC 6285, NGC 6286  | Parell de galàxies interaccionant |

#### Dobles o múltiples galàxies amb llargs filaments
Els llargs filaments d'aquests sistemes són probablement cues o ponts de marea produïts per la interacció gravitacional entre les galàxies.
| Nombre d'Arp | Nom comú           | Notes                                          |
| ------------ | ------------------ | ---------------------------------------------- |
| 294          | NGC 3786, NGC 3788 | Parell de galàxies interaccionant              |
| 295          | Arp 295            | Parell de galàxies interaccionant              |
| 296          | Arp 296            |                                                |
| 297          | Arp 297            | Galàxies en interacció amb un grup de galàxies |

#### (Objectes no classificats)
Arp no va donar cap subclassificació per als objectes 298-310 al seu atlas. Aquests objectes són la majoria parells de galàxies interaccionant.
| Nombre d'Arp | Nom comú           | Description                                  |
| ------------ | ------------------ | -------------------------------------------- |
| 298          | NGC 7469, IC 5283  | Parell de gralàxies                          |
| 299          | Arp 299            | Galàxia triple                               |
| 300          | Arp 300            | Grup de galàxies                             |
| 301          | UGC 6204, UGC 6207 | Parell de galàxies                           |
| 302          | UGC 9618           | Parell de galàxies                           |
| 303          | IC 563, IC 564     | Parell de galàxies                           |
| 304          | NGC 1241, NGC 1242 | Parell de galàxies                           |
| 305          | NGC 4016, NGC 4017 | Parell de galàxies                           |
| 306          | Arp 306            | grup de galàxies amb dos parells de galàxies |
| 307          | NGC 2872, NGC 2874 | Parell de galàxies                           |
| 308          | NGC 545, NGC 547   | Parell de galàxies                           |
| 309          | NGC 942, NGC 943   | Parell de galàxies                           |
| 310          | IC 1259            | Parell de galàxies                           |

## Les galàxies d'Arp més brillants per a astrònoms aficionats
Maynard Pittendreigh, un astrònom aficionat, ha compilat la llista de les galàxies d'Arp més fàcilment visibles per astrònoms aficionats. Les galàxies de la llista es poden observar visualment i no cal un equipament fotogràfic especial::
| - Arp 26, coneguda com a M 101 - Arp 37, coneguda com a M 77 - Arp 77, coneguda com a M 90 - Arp 77 - Arp 85, coneguda com a M 51 | - Arp 116, coneguda com a M 60 - Arp 120 - Arp 152, coneguda com a M 87 - Arp 153 - Arp 168, coneguda com a M 32 | - Arp 244 - Arp 269 - Arp 270 - Arp 271 - Arp 281 | - Arp 286 - Arp 317, coneguda com a M 65 - Arp 313 - Arp 337, coneguda com a M 82 |